# Dominique Dubarle
Dominique Dubarlè (Biviers, 23 settembre 1907 – Parigi, 25 aprile 1987) è stato un religioso e filosofo francese.
Domenicano, professore a Le Saulchoir, è stato esperto del Concilio Vaticano II e decano della facoltà di filosofia dell'Istituto Cattolico di Parigi dal 1967 al 1973.

## Biografia
Figlio del capitano André Dubarle e fratello del frate domenicano André-Marie Dubarle (1910-2002), la sua vocazione emerse durante gli anni trascorsi al Liceo Stanislas, influenzata dall'insegnamento religioso del cappellano dell'istituto, l'abate Beaussart (futuro vescovo ausiliare di Parigi), nonché dall'amicizia con il suo compagno di studi Jean Riondet (1907-1929), morto prematuramente prima di poter entrare nell'ordine domenicano.
Dubarle collaborò con Louis Leprince-Ringuet alla risoluzione di problemi di fisica nucleare e a divulgare la conoscenza della cibernetica in Francia a partire dal 1948, dedicando un saggio al matematico Norbert Wiener.
Formatosi nella logica matematica e nell'epistemologia della scienza, sul fronte dell'ontologia operò lungo l’itinerario che da Aristotele conduce a san Tommaso d'Aquino, instaurando un dialogo incessante con il pensiero hegeliano. Riflettendo instancabilmente su dati e questioni della cultura contemporanea, ripensò i legami tra verità e atto filosofico, metafisica e libertà, teologia e filosofia.
Nel 1964 partecipò come religioso alla Settimana del pensiero marxista e pubblicò Pour un dialogue avec le marxisme (Per un dialogo con il marxismo), opera fortemente criticata in Vaticano da padre Philippe de la Trinité.

## Opere
- La civilisation et l'atome, 1964.
- Humanisme scientifique et raison chrétienne, 1964.
- Pour un dialogue avec le marxisme, 1964
- Approche d'une théologie de la science Archiviato il 28 settembre 2007 in Internet Archive., 1987
- L'ontologie de Thomas d'Aquin Archiviato il 30 settembre 2007 in Internet Archive., cours de 1976-1977], giugno 1996.

## Apparizioni cinematografiche
Il su libro L'Entretien sur Pascal è ampiamente menzionato nel film ‘’ Ma nuit chez Maud’’ di Éric Rohmer. Dubarle apparve nel suo film del 1965 Entretien sur Pascal.